# Corcubión
Corcubión è un comune spagnolo di 1 731 abitanti situato nella comunità autonoma della Galizia.